# Euxoa micronyx
Euxoa micronyx là một loài bướm đêm trong họ Noctuidae.